# Vlčany
Vlčany (em húngaro: Vágfarkasd) é um município da Eslováquia, situado no distrito de Šaľa, na região de Nitra. Tem 39,76 km² de área e sua população em 2018 foi estimada em 3.225 habitantes.

## Demografia
| Ano:        | 1994 | 2004   | 2014   | 2024   |
| ----------- | ---- | ------ | ------ | ------ |
| Broj ljudi: | 3384 | 3443   | 3286   | 3131   |
| Razlika:    |      | +1,74% | -4,55% | -4,71% |

| Ano:               | 2023 | 2024   |
| ------------------ | ---- | ------ |
| Número de pessoas: | 3139 | 3131   |
| Diferença:         |      | -0,25% |